# Bóng nảy

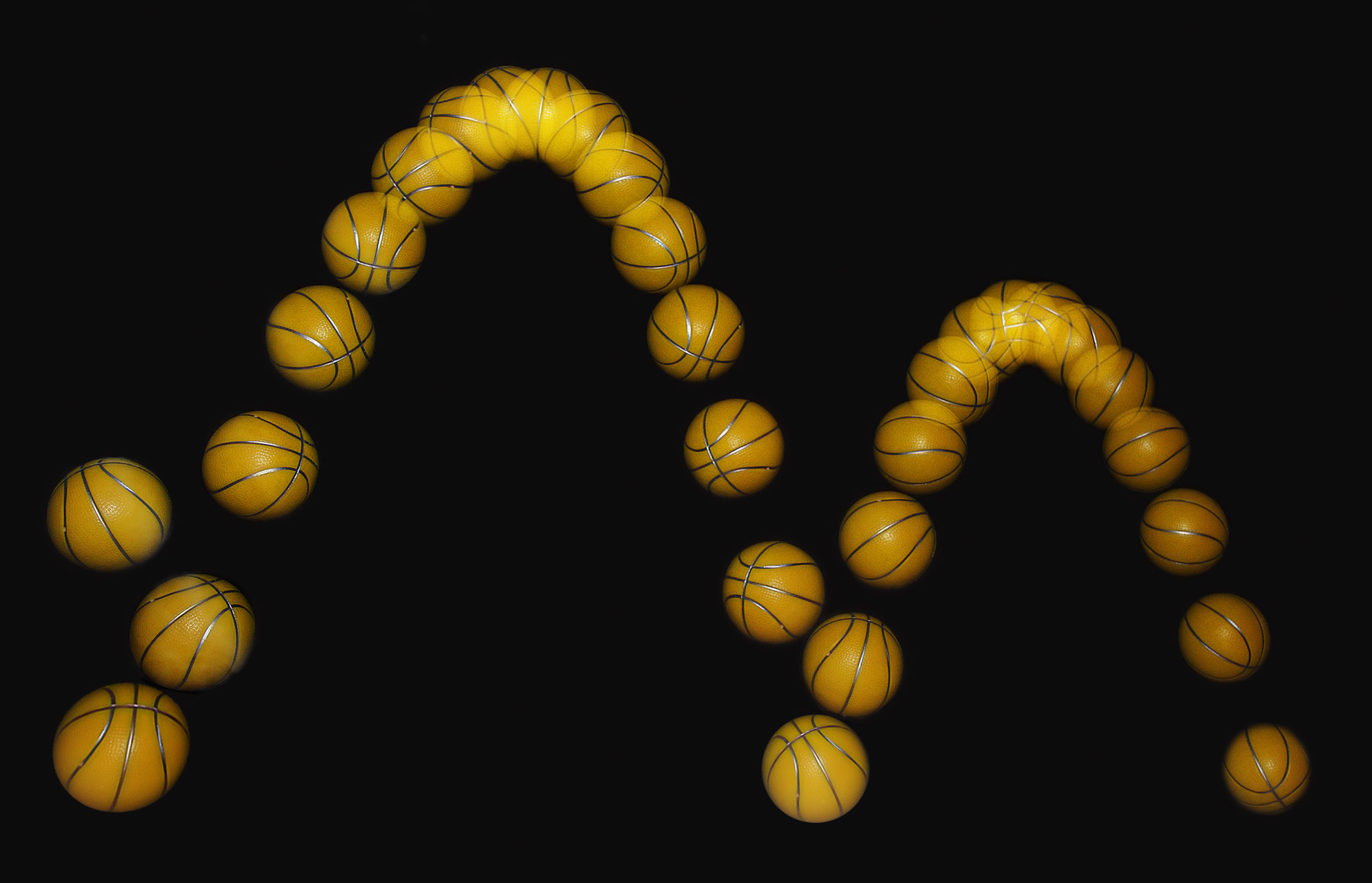
Một quả bóng nảy. Các chuyển động không hoàn toàn parabol do sức cản không khí.

Vật lý của một quả bóng nảy liên quan đến hành vi vật lý của những quả bóng nảy, đặc biệt là chuyển động của nó trước, trong và sau khi va chạm vào bề mặt của một vật thể khác. Một số khía cạnh của hành vi của một quả bóng nảy được đưa vào giới thiệu về cơ học trong các khóa học vật lý cấp trung học hoặc đại học. Tuy nhiên, mô hình chính xác của hành vi rất phức tạp và được quan tâm nhiều trong kỹ thuật thể thao.
Chuyển động của quả bóng thường được mô tả bằng chuyển động của vật thể (có thể bị ảnh hưởng bởi tương tác hấp dẫn, lực cản, hiệu ứng Magnus và độ nổi), trong khi tác động của nó thường được đặc trưng thông qua hệ số phục hồi (có thể bị ảnh hưởng bởi bản chất của bóng, bản chất của bề mặt va chạm, vận tốc va đập, xoay và các điều kiện môi trường như nhiệt độ và áp suất). Để đảm bảo công bằng, nhiều cơ quan quản lý thể thao đặt ra giới hạn về độ nảy của quả bóng và nghiêm cấm làm xáo trộn các đặc tính khí động học của quả bóng. Sự nảy nở của những quả bóng là một đặc điểm của thể thao cổ xưa như trò chơi bóng Mesericerican.

## Lực trong quá trình bay và ảnh hưởng đến chuyển động

Các lực tác dụng lên một quả bóng đang quay trong chuyến bay của nó là lực hấp dẫn (F_{G}), lực cản (F_{D}), Lực Magnus (F_{M}), và lực nổi (F_{B}).

Chuyển động của một quả bóng nảy tuân theo chuyển động ném xiên. Nhiều lực tác dụng lên một quả bóng, lực hấp dẫn (FG), lực cản (FD) do sức cản không khí (FD), Lực Magnus do bóng quay (FM và lực nổi (FB). Nói chung, người ta phải sử dụng định luật hai Newton tính tất cả các lực để phân tích chuyển động của quả bóng:
{\displaystyle {\begin{aligned}\sum \mathbf {F} &=m\mathbf {a} ,\\\mathbf {F} _{\text{G}}+\mathbf {F} _{\text{D}}+\mathbf {F} _{\text{M}}+\mathbf {F} _{\text{B}}&=m\mathbf {a} =m{\frac {d\mathbf {v} }{dt}}=m{\frac {d^{2}\mathbf {r} }{dt^{2}}},\end{aligned}}}
Trong đó m là khối lượng của quả bóng. Ở đây, a, v, r lần lượt đại diện cho gia tốc, vận tốc và vị trí của quả bóng trong thời gian t.